# Bell 430
Bell 430 je dvomotorni lahki/srednji večnamenski helikopter ameriškega podjetja Bell Helicopter. Je povečana in močnejša verzija Bell-a 230, ki je sam zasnovan na podlagi Bell 222. V proizvodnji je bil v letih 1996–2008, zgradili so 136 helikopterjev. Po izgledu je zelo podoben AgustaWestland AW109. 
Bell 430 ima nov štirikraki glavni rotor. Poganjanjo ga sicer isti motorji Allison Model 250, vendar imajo na 430 okrog 10% večjo moč. Največja kapaciteta tovora na kljuki je 1585 kg. Na voljo sta dve konfiguraciji podvozja: sanke ali pa uvlačljiva kolesa. 

## Specifikacije
| Model                  | 230                                | 430                            |
| ---------------------- | ---------------------------------- | ------------------------------ |
| Prvi let               | 12. avgust 1991                    | 25. oktober 1994               |
| Certifikacija          | Marca 1992                         | 23. februarja 1996             |
| Prva dobava            | November 1992                      | 1996                           |
| Število sedežev        | 2 (pilot & kopilot) + 5–6 potnikov | 2 + 6–8                        |
| Višina                 | 11 ft 8 in (3,56 m)                | 12 ft 3 in (3,73 m)            |
| Dolžina trupa          | 42 ft 3 in (12,88 m)               | 44 ft 1 in (13,44 m)           |
| Premer rotorja         | 42 ft (12,80 m)                    | 42 ft (12,80 m)                |
| Dolžina (skupna)       | 50 ft 3 in (15,32 m)               | 50 ft 3 in (15,32 m)           |
| Motor (2×)             | Allison 250C30G2                   | Rolls-Royce 250-C40B           |
| Moč motorja (2×)       | 700 KM (520 kW)                    | 783 KM (584 kW)                |
| Največja hitrost       | 140 vozlov (161 mph, 260 km/h)     | 140 vozlov (161 mph, 260 km/h) |
| Hitrost vzpenjanja     | 1600 ft/min (8,13 m/s)             | 1350 ft/min                    |
| Višina leta (servisna) | 15500 ft (4724 m)                  | 14600 ft (4450 m)              |
| Višina lebdenja        | 12400 ft (3780 m)                  | 11350 ft (3459 m)              |
| Kapaciteta goriva      | 188+ am. galon (710+ L)            | 188+ am. galon (710+ L)        |
| Dolet                  | 378 nmi (434 mi, 700 km)           | 324 nmi (372 mi, 600 km)       |
| Prazna teža            | 5097 lb (2312 kg)                  | 5305 lb (2406 kg)              |
| Maks. vzletna teža     | 8400 lb (3810 kg)                  | 9300 lb (4218 kg)              |
| Serijske številke      | 23001 – 23038                      | 49001 – 49123+                 |

Viri: Airliners.net,  helicopterdirect.com,  AircraftOne.com